# Lutjanus malabaricus
Lutjanus malabaricus es una especie de peces de la familia Lutjanidae en el orden de los Perciformes.

## Morfología
• Los machos pueden llegar alcanzar los 100 cm de longitud total.

## Alimentación
Come principalmente peces hueso y, secundariamente, crustáceos  bentónicos, cefalópodos y otros invertebrado s  bentónicos.

## Hábitat
Es un pez de mar de clima tropical y asociado a los  arrecifes de coral que vive entre 12-100 m de profundidad.

## Distribución geográfica
Se encuentra desde el Golfo Pérsico y el Mar Arábigo hasta Fiyi, el sur del Japón y Australia.